# Fam (serie televisiva)
Fam è una sitcom statunitense trasmessa da CBS dal 10 gennaio  al 11 aprile 2019. La serie è stata cancellata dopo la prima stagione.
In Italia va in onda su Rai 2 dal 14 settembre 2020.

## Trama
La serie vede Clem, una giovane donna, che sta per realizzare il suo sogno: sposare Nick, professore benestante e seducente, diventando così nuora di Rose e Walt, genitori modello. Qualcosa infrange i suoi piani: la sua famiglia disastrata, di cui Nick sa davvero poco. La gioia per il matrimonio svanisce all'arrivo inaspettato della sorellastra adolescente sedicenne che  lascia la scuola e vuole trasferirsi da lei. Come se non bastasse, suo padre, che Nick ha sempre pensato fosse morto, vuole riallacciare i rapporti. Clem capisce di dover trovare una sintesi tra la  famiglia che ha sempre desiderato e quella che le è capitata.

## Episodi
| Stagione       | Episodi | Prima TV USA | Prima TV Italia |
| -------------- | ------- | ------------ | --------------- |
| Prima stagione | 13      | 2019         | 2020            |

## Personaggi e interpreti
- Nina Dobrev: Clem, giovane donna che sta per sposarsi con Nick. Lavora come organizzatrice di eventi presso il Metropolitan Museum of Art.
- Tone Bell: Nick, futuro marito di Clem e professore associato in letteratura mondiale  all'Università di New York.
- Odessa Adlon: Shannon, sorellastra ribelle di Clem che lascia la scuola a sedici anni e vive con lei.
- Sheryl Lee Ralph: Rose, madre di Nick e terapista
- Brian Stokes Mitchell: Walt, padre di Nick e star di  Broadway.
- Gary Cole: Freddy, padre di Clem e Shannon e detective presso New York City Police Department.
- Blake Lee: Ben, il migliore amico di Clem e istruttore di ciclismo indoor.

## Produzione
L'11 maggio 2018 è stato annunciato che la CBS aveva ordinato l'episodio pilota della serie. L'ideatore della serie, Corinne Kingsbury, avrebbe dovuto essere anche produttore esecutivo insieme a Bob Kushell, Aaron Kaplan, Wendi Trilling e Dana Honor. Le società di produzione coinvolte nella serie avrebbero dovuto includere Kapital Entertainment e CBS Television Studios.  Il 13 luglio 2018, è stato annunciato che la prima stagione sarebbe stata composta da tredici episodi. Il 5 novembre 2018 la CBS ha licenziato  il produttore esecutivo Bob Kushell per "linguaggio inappropriato sul posto di lavoro". Dopo il licenziamento di Kushnell , furono promossi Joe Port e Joe Wiseman come produttori esecutivi insieme a Kingsbury, Trilling e Honor. Il 10 maggio 2019, la CBS ha cancellato la serie dopo una stagione.